# Яблоновка (Кобелякский район)
Яблоновка (укр. Яблунівка) — село,Куновский сельский совет,Кобелякский район,Полтавская область,Украина.
Код КОАТУУ — 5321884409. Население по переписи 2001 года составляло 35 человек.

## Географическое положение
Село Яблоновка находится на левом берегу реки Кобелячка, выше по течению на расстоянии в 2,5 км расположено село Колесниковка, ниже по течению на расстоянии в 3 км расположен город Кобеляки, на противоположном берегу — село Медяновка.